# Escut de Cases Baixes
L'escut de Cases Baixes és un símbol representatiu oficial de Cases Baixes municipi del País Valencià, a la comarca del Racó d'Ademús. Té el següent blasonament:
| « | Escut quadrilong de punta redona, partit. Al primer quarter, en camp de gules, dues cases d'or, maçonades i aclarides de sable, sobremuntades d'una tau d'or. Al segon quarter, d'argent, faixat ondat d'atzur. Al timbre, corona reial oberta. | » |

## Història
L'escut fou aprovat mitjançant la Resolució de 18 de gener de 2000, del conseller de Justícia i Administracions Públiques, publicada en el DOGV núm. 3.680, de 3 de febrer de 2000.
Les cases són un senyal parlant al·lusiu al nom del poble, situat a banda i banda del Túria, representat a la segona partició. La tau és la creu de sant Antoni, patró de la localitat.